# Kościół św. Aleksego w Opolu
Kościół św. Aleksego – rzymskokatolicki kościół filialny, znajdujący się przy ulicy Katedralnej w Opolu. Świątynia należy do Parafii Podwyższenia Krzyża Świętego w Opolu, w dekanacie Opole, diecezji opolskiej.
Kościół (kaplica) należy do zespołu zabytków rejestru zabytków województwa opolskiego
- zespół szpitalny św. Aleksego, ul. Katedralna / Szpitalna 17:
  - kaplica, 1421, k. XVII, XVIII, nr rej.: 765/64 z 3.04.1964
  - szpital, XVIII, 1865, 1912–1913, nr rej.: 2007/74 z 24.04.1974:

## Historia kościoła
Kościół został zbudowany po 1421 roku razem z pobliskim szpitalem (obecnie klasztor Sióstr Franciszkanek Szpitalnych i zarządzany przez Zgromadzenie Dom Pomocy Spolecznej) z fundacji biskupa Jana Kropidły. W 1691 roku gotycką świątynię przekształcono, obecnie wystrój barokowy. W 1739 roku szpital doszczętnie spłonął, a w latach 1865–1866 wzniesiono go ponownie, nadając obecny kształt. 

## Architektura
Kościół jest jednonawowy i posiada wyposażenie barokowe. Jest to budowla sakralna trójprzęsłowa, przekryta sklepieniem żebrowym. Chór składa się z pięciu boków i tworzy nieregularny ośmiokąt. Dach dwuspadowy z neogotycką wieżyczką dachową.
Późnobarokowy ołtarz powstał po 1740 roku. Znajduje się w nim obraz przedstawiający śmierć św. Aleksy. Obraz został przeniesiony z kościoła franciszkanów w 1812 roku. Pietà pochodzi z 1505 roku. Wewnątrz kościoła znajdują się m.in. zabytkowe organy z klasztoru w Czarnowąsach.